# Йозеф Жарнай
Йозеф Жарнай (словацк. Jozef Žarnay; 14 березня 1944, Гуменне (нині Пряшівський край, Словаччина) — словацький письменник-фантаст, сценарист, автор науково-художніх книг для дітей та юнацтва.

## Біографія
З 1961 по 1964 вивчав історію і російську філологію на педагогічному факультеті Університету Павла Йозефа Шафарика у Пряшеві, після закінчення якого працював учителем.

## Творчість
Дебютував у 1969 в журналі для молоді «Kamarát». Перший роман «Tajomstvo Dračej steny» опублікував у 1973 році.
Зараз займається літературною творчістю, працює на радіо і телебаченні. Автор науково-фантастичних романів, оповідань, праць з історіографії наукової фантастики.

## Вибрані твори

### Книги для дітей та юнацтва
- 1973 — Таємниця драконячої стіни (фантастика),
- 1977 — Проклята планета, роман,
- 1983 — Kolumbovia від бази, Ganymedes, роман,
- 1990 — Časolet, роман,
- 2012 — Сигнали «Полярний світ», роман.

### Сценарії для кіно і телебачення
- 1980 — Таємниця дракона стіни, телепостановка,
- 1983 — Виклик крижаного вітру (називають полярного світу), телепостановка,
- 1985 — Третя šarkan, кіносценарій по книзі Таємниця дракона стіни і чортової планеті